# Pour la science
 (janvier 2024).
Pour la science est un magazine mensuel de vulgarisation scientifique français fondé en 1977. C'est l'édition française du magazine Scientific American, bien que son contenu soit largement indépendant.

## Ligne éditoriale
Pour la Science a la particularité[réf. nécessaire] de publier des articles long format dont une partie sont écrits par les chercheurs eux-mêmes, et dans lesquels ils vulgarisent leurs travaux et les avancées dans leur domaine de recherche.

## Histoire
Détenu à part égales[réf. nécessaire] par la maison d'édition Belin et le magazine Scientific American depuis sa création, le groupe Pour la science est aujourd'hui une filiale exclusive du groupe Humensis, né en 2016 de la fusion des Puf et de Belin.
Philippe Boulanger, le fondateur du magazine, en a été le directeur de la rédaction jusqu’en 2005. Françoise Pétry lui a succédé de 2006 à 2014, puis Cécile Lestienne depuis 2014.

## Équipe éditoriale
Plusieurs chercheurs tiennent une chronique de vulgarisation scientifique dans Pour la science : Jean-Michel Courty, Jean-Paul Delahaye et Hervé This.[réf. souhaitée]

## Autres titres du groupe
En 2003 a été lancé Cerveau et Psycho, un magazine de psychologie et de neurosciences paraissant originellement tous les deux mois, et devenu mensuel en 2015.
Pour la science a également édité de 1999 à 2009 Les Génies de la science, un magazine trimestriel d'histoire des sciences. Chaque numéro proposait un dossier sur un scientifique de renom (Galilée, Einstein ou encore Freud).

## Prix
- Prix d'Alembert 1984.